# 蕭瑞
蕭瑞（1465年—1627年），字吉夫，號赤山，南直隶宁国府涇縣人，民籍。明朝政治人物。

## 生平
治《詩經》，由縣學生中式正德二年（1507年）丁卯科應天府鄉試第七十二名舉人，年三十八歲中式正德三年（1508年）戊辰科會試第八十五名，第三甲第七十七名進士。次年授江西靖安县知县，六年调庐陵县，八年六月选授南京福建道御史，曾弹劾兵部尚書王琼为奸邪，丁内艱歸，服闋，十五年改貴州道，十六年正月升山东按察司佥事，分巡東兖道。不久升福建右参议，致仕归。

## 家族
曾祖蕭元。祖蕭能。父蕭和，字士貴，遇例冠帶，贈文林郎監察御史。母章氏，赠孺人；继母陈氏，封太孺人。慈侍下，兄鑾、榮、華、宣、諒、弟圖、篤、錫、烈。二子：蕭儲、蕭儼。孫萧彦，户部侍郎；蕭雍，河南布政司参政。